# Уринович, Юрий Альбертович
Юрий Альбертович Уринович (23 января 1938, Новосибирск — 28 октября 2014, Красноярск) — советский футболист, защитник, тренер.

## Биография

### Ранние годы
Родился в Новосибирске, через месяц после его рождения семья переехала в Красноярск. В 1948 году стал заниматься в футбольной секции спортивного общества «Динамо» на проспекте Мира. Первый тренер — Константин Елизарьевич Зыков, ветеран войны, ходивший на протезе.
В 1953 году вошёл в юношескую сборную Красноярска, которую тренировал Андрей Старостин. С 17 лет стал работать на Красноярском комбайновом заводе и играть в команде «Торпедо».

### Карьера игрока
В 1957—1959 годах играл в классе «Б» за «Локомотив» Красноярск. В 1958 году получил приглашение от тренера московского «Локомотива» Евгения Елисеева, но по совету руководителей красноярской команды остался, о чём впоследствии жалел.
Вскоре получил тяжёлую травму мениска. После операции в Москве вместо положенных шести месяцев не играл только около двух и усугубил травму. Пока лечился в Москве, был отчислен из красноярского института за систематические прогулы.
Во время прохождения армейской службы в 1961—1962 годах выступал за СКА Новосибирск. Вернувшись в Красноярск, стал работать на «Красмаше» и играть за заводскую команду. В 1966 году создал команду на телевизорном заводе, работал со всеми возрастами. В том же году выиграл с командой первенство Красноярского края, в следующем — Кубок края. В 1968 году «Локомотив» перешёл на содержание телевизорного завода, и Уринович стал тренировать молодёжную команду.

### Карьера тренера
Окончил Красноярский техникум физической культуры (1974).
С 1975 года — второй тренер в «Автомобилисте», с июля 1977 по 1985, в 1990 году — старший тренер. В 1989—1990 годах — начальник команды.
В 1980 году за подготовку Олега Романцева и Александра Тарханова Уриновичу было присвоено звание заслуженного тренера РСФСР.
Тренируя «Автомобилист», Уринович отказался от предложения Романцева возглавить школу «Спартака» и от предложения Бориса Иванова, возглавлявшего Всесоюзное общество «Спартак», возглавить практически любую команду общества.
Старший тренер открытой в 1993 году СШОР по футболу (позже — СШОР «Рассвет»).

### Смерть
Скончался 28 октября 2014 года в возрасте 76 лет.

## Известные воспитанники
- Олег Романцев
- Александр Тарханов

- Александр Кишиневский
- Андрей Редкоус
- Владимир Кухлевский
- Станислав Носков
- Дмитрий Тяпушкин
- заслуженные артисты России Василий Решетников и Валерий Оголихин
- политики Сергей Арчинин и Владимир Знак.

## Признание
С 2003 года в Красноярске проводится юношеский футбольный турнир на призы Юрия Уриновича. После смерти тренера соревнования посвящены его памяти.
С 2016 года стадион «Рассвет» в Октябрьском районе Красноярска носит имя Юрия Уриновича.

## Семья
Отец Уриновича, по его признанию, был кандидатом наук.
Сыновья Павел (1963) и Александр (1969). Внук Михаил (1990) — бывший футболист академии «Локомотива», играл в красноярском «Металлурге», «Рассвете» и «Реставрации», работает тренером в «Рассвете».